# اجتلام

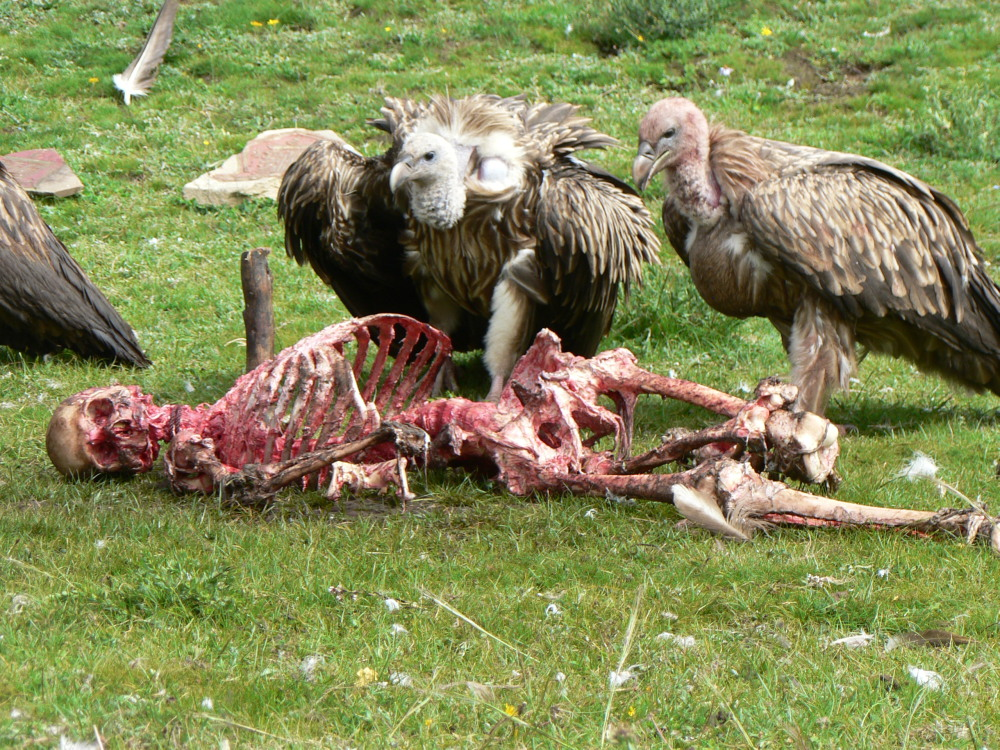

في علم الآثار والأنثروبولوجيا، الاجتلام (بالإنجليزية: Excarnation)‏ أو نزع اللحم عن العظم (بالإنجليزية: Defleshing)‏ هو نزع اللحم عن العظم للجثث أو تشفية الجثث البشرية. ويشير ذلك إلى ممارسات الدفن التي اعتمدتها بعض المجتمعات لإزالة اللحم والأعضاء من الموتى، ولا يتركون له سوى العظام.
ربما تتم عملية تجريد الجثث بالوسائل الطبيعية، والتي تشمل ترك الجثة تتعرض للحيوانات لتلتهمها، أو قد يكون ذلك عن طريق القيام عمداً بتشفية الجثة يدوياً.